# Residenzschloss Arolsen

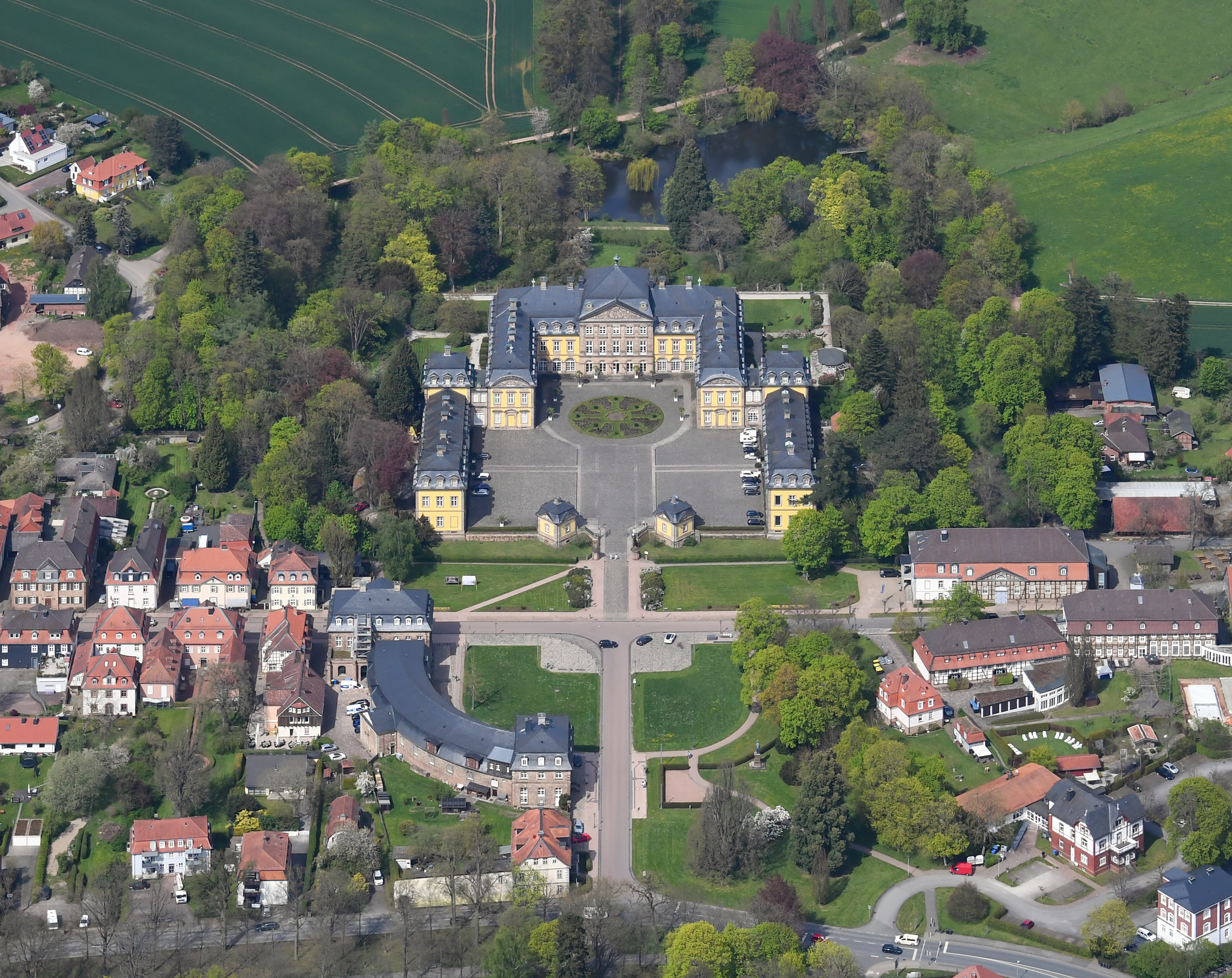
Residenzschloss Arolsen aus der Vogelperspektive

Das Residenzschloss Arolsen ist ein barockes Schloss in Bad Arolsen im Kreis Waldeck-Frankenberg in Nordhessen (Deutschland). Das Schloss ist eine Dreiflügelanlage, an die sich ein etwas jüngerer englischer Garten anschließt, dessen zentrales landschaftsarchitektonisches Gestaltungselement ein ausgedehntes Rondell ist. Das Schloss war die Residenz der Fürsten zu Waldeck und Pyrmont aus dem Haus Waldeck, von deren Nachfahren es noch heute bewohnt wird.

## Geschichte

### Vorgängerbau
1131 wird das Kirchdorf Arolsen (bzw. damals noch „Aroldessen“) anlässlich der Stiftung des Augustinerinnenklosters Aroldessen erstmals erwähnt. Wie bei vielen Schlössern war auch der Vorgängerbau des heutigen Residenzschlosses ein Kloster. Von 1526 bis 1530 wurde es von Graf Philipp III. von Waldeck-Eisenberg aufgehoben und säkularisiert und danach von ihm zum Schloss umgebaut. Dieses Schloss und die Reste des Klosters wurden 1710 endgültig abgetragen.

### Bau und Geschichte des Schlosses ab 1710

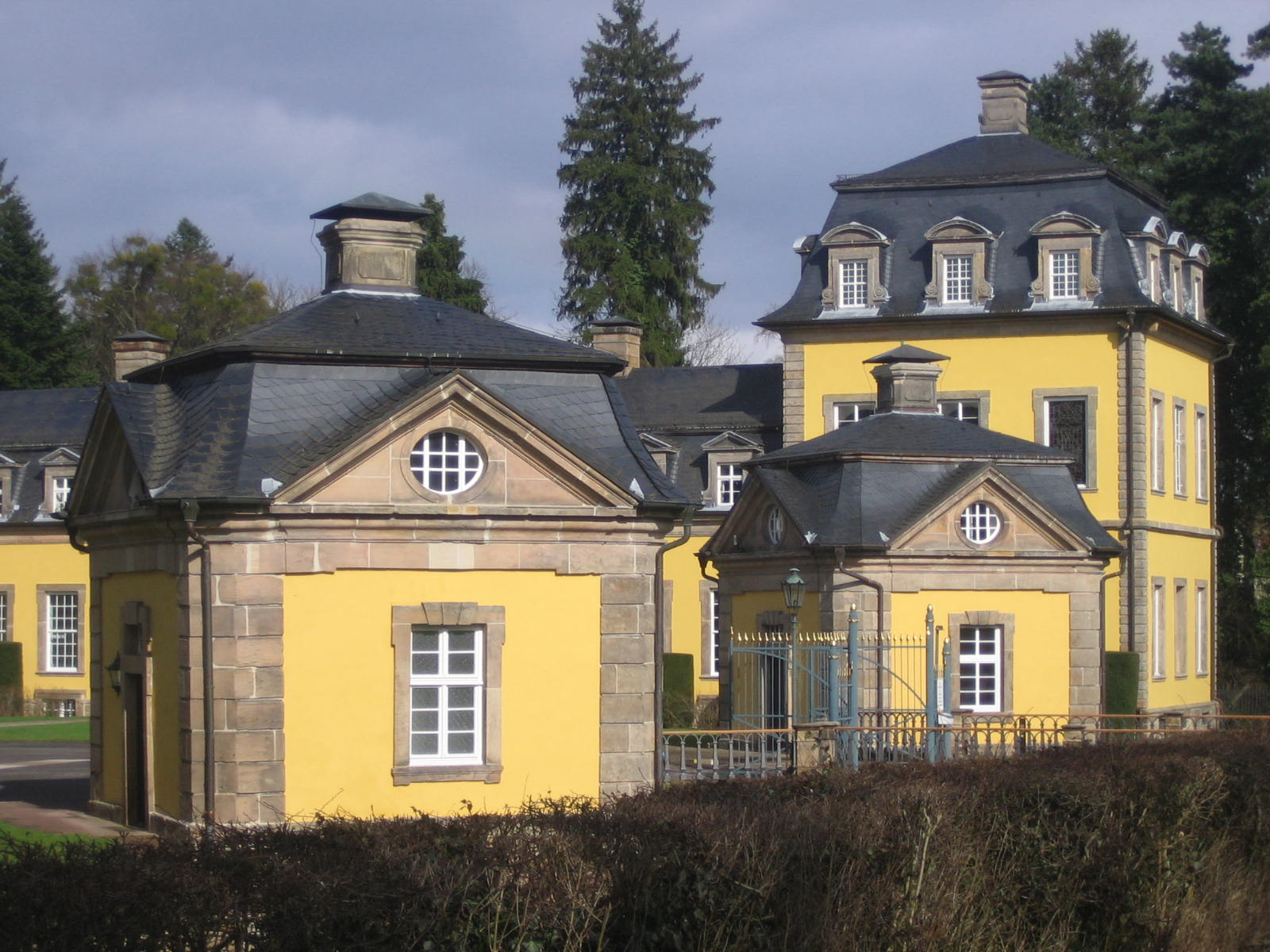
Wachhäuser des Hofs

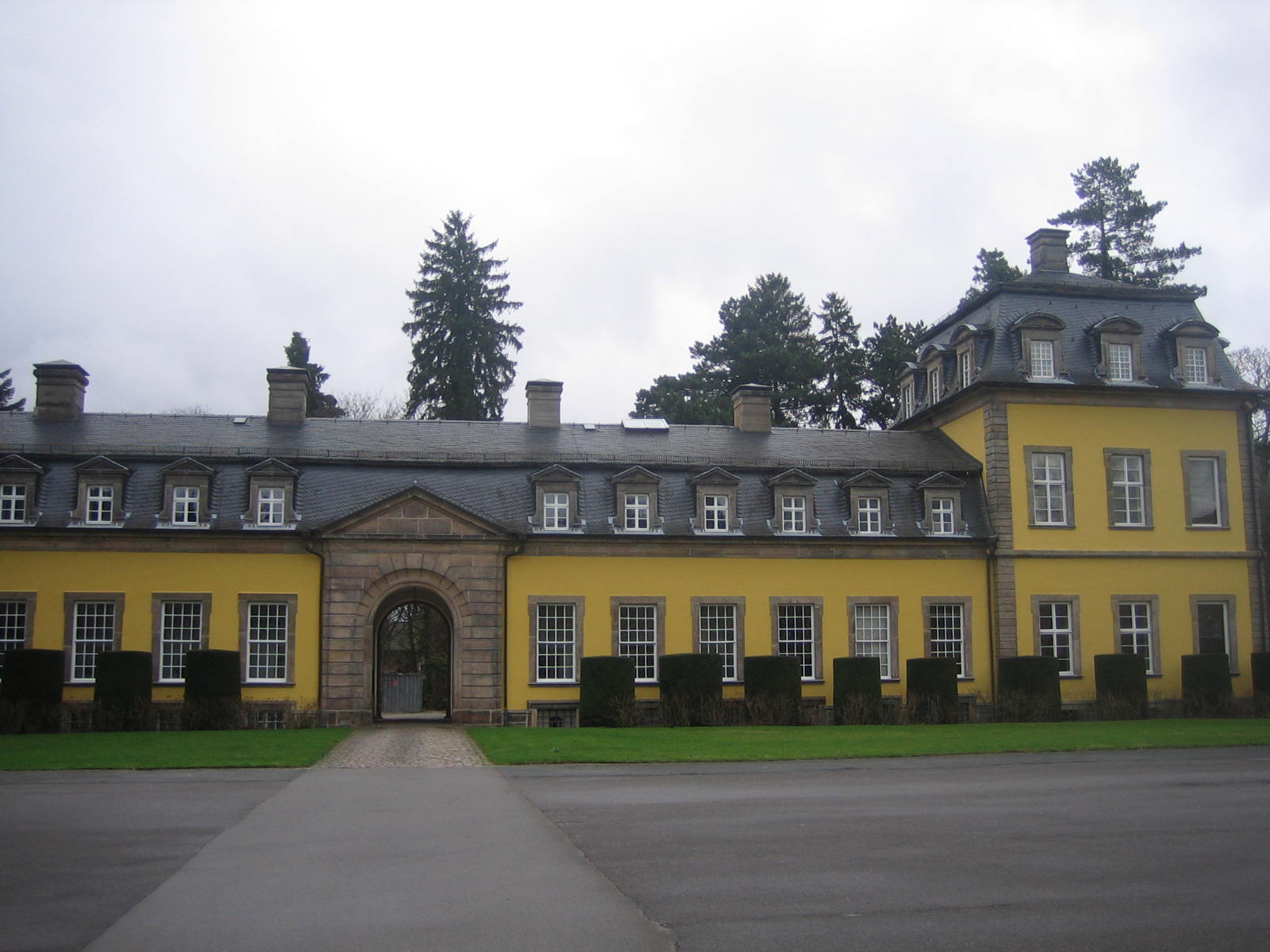
Östlicher Seitenflügel

Graf Friedrich Anton Ulrich von Waldeck und Pyrmont beabsichtigte 1706 einen Neubau des Residenzschlosses und der angrenzenden Ortschaft. Die Pläne schuf Baumeister Julius Ludwig Rothweil d. Ä. nach Versailler Vorbild. Östlich des Schlosses war eine Ortsbebauung als spiegelbildliche Ergänzung zum westlichen Stadtgebiet zwischen Residenzschloss und Evangelischer Kirche geplant. Damit wäre das Residenzschloss zur geographischen Stadtmitte geworden. Jedoch wurde dieser Teilplan nicht verwirklicht, und so ist die Stadtkirche Arolsen de facto die Ortsmitte.
An der Stelle des alten Schlosses wurde von 1710 bis 1728 unter Leitung von Rothweil das neue Schloss erbaut. Nachdem der Graf im Januar 1712 in den erblichen Fürstenstand erhoben worden war, intensivierten sich die Bauarbeiten; die Hauptarbeiten am Gebäudekomplex fielen in die Jahre 1713 bis 1722. Der Außenbau wurde 1719 mit den beiden Giebeln der Hofseite und 1720 mit denen der Gartenseite vollendet. Am 13. September 1720 zogen Friedrich Anton Ulrich und seine Frau, Louise von Zweibrücken-Birkenfeld, in das Schloss ein. Erst 1725 wurden die inneren und äußeren Ehrenhofflügel mit Umfassung und Wachhäusern errichtet.
Nach Vollendung des Hauptbaues 1728 dauerten die Einrichtung, Ausstattung und Möblierung noch mehrere Jahrzehnte, bis das Schloss endgültig seiner Nutzung übergeben wurde. 1728 wurde Karl zu Waldeck und Pyrmont regierender Fürst; er ließ die beiden Appartements von Fürst und Fürstin umgestalten. Im Westflügel war seit dieser Zeit die Münze zu Arolsen untergebracht. 1740 wurden die Zimmer im inneren Westflügel noch barock ausgestattet, doch nach 1746 wurde das Audienzzimmer der Fürstin im zeitgemäßeren Rokokostil eingerichtet. 1751 wurde das Musikzimmer umgestaltet, und schließlich wurden 1745 (??) die beiden Flügel im Dachgeschoss ausgebaut. Von 1749 bis 1758 wurde der Marstall und von 1755 bis 1761 das Regierungshaus von Friedrich Franz Rothweil d. J. gebaut. Von 1763 bis 1778 wurde das nahe gelegene „Neue Schloss“ als Witwensitz (Wittumspalais) fertiggestellt. Von 1809 bis 1811 wurde von Landesbaumeister Theodor Escher der „Große Saal“ eingerichtet.
Am 2. August 1858 wurde im Schloss Arolsen Emma von Waldeck und Pyrmont geboren. Sie heiratete am 7. Januar 1879 in der Schlosskapelle in Arolsen König Wilhelm III. der Niederlande und wurde Regentin der Niederlande und Stammmutter des aktuellen niederländischen Königshauses.

### Hofbibliothek
Die „Fürstlich Waldecksche Hofbibliothek“ enthält heute Literatur zu nahezu allen im 17./18. Jahrhundert relevanten Wissensgebieten. Der Sammelschwerpunkt liegt bei Allgemeinem, Geographie, Geschichte, Literatur und Militaria. Grundstock der Bibliothek waren die 400 Werke, Handschriften und Drucke, die 1576 bei der Aufhebung des nahe bei Arolsen gelegenen Augustiner-Chorherrenstifts Volkhardinghausen an das Haus Waldeck übergingen. Die Bibliothek hat gegenwärtig einen Bestand von 35.000 Bänden, die auf fünf Räume verteilt sind. Darüber hinaus befinden sich 300 Landkarten, 500 Kupferstichwerke und mehrere tausend Einzelstiche im Bestand der Bibliothek. Seit 1988 besteht eine „Gesellschaft der Freunde der Hofbibliothek Arolsen e. V.“, die sich zum Ziel gesetzt hat, die Hofbibliothek als Waldeckische Stätte der Begegnung im Bereich der Kultur- und Geistesgeschichte, vorwiegend des 18. Jahrhunderts, zu fördern.

### Finanzielle und staatsrechtliche Konsequenzen
Der Schlossbau beanspruchte die Staatsfinanzen des kleinen Fürstentums übermäßig. Nach der Gründung des Deutschen Bundes war Waldeck so verschuldet, dass es die Beitragszahlungen zum Bund nicht aufbringen konnte. Der Landtag erzwang daher 1867 den Akzessionsvertrag mit Preußen, womit Waldeck einen erheblichen Teil seiner Eigenständigkeit verlor.
Der letzte regierende Fürst, Friedrich zu Waldeck und Pyrmont, wurde durch ein Ultimatum des aus Kassel angereisten Arbeiter- und Soldatenrats am 13. November 1918 abgesetzt. Die Verhandlungen über die Vermögensaufteilung und den Verbleib der fürstlichen Familie dauerten bis 1929. Sie endeten mit der Gründung der „Waldeckischen Domanialverwaltung“, eines Eigenbetriebes des heutigen Landkreises Waldeck-Frankenberg, die den größten Teil des Waldes und die fürstlichen Schlösser übernahm. Im Gegenzug dazu wurde der fürstlichen Familie ein Nießbrauchrecht am Arolser Schloss, den Nebengebäuden und einigen landwirtschaftlichen Flächen eingeräumt und ein Forstamt überlassen. Zum Erhalt und der Pflege des Schlossinventares, der Bibliothek und der Kunstsammlungen wurde mit der Stiftung des Fürstlichen Hauses Waldeck und Pyrmont eine gemeinnützige Familienstiftung gegründet.

### Nutzung seit 1945
2009 wurden die seit 1987 andauernden Sanierungs- und Restaurierungsarbeiten abgeschlossen. Mit dem „Christian Daniel Rauch-Museum“ im Marstall gegenüber dem Residenzschloss wurde 2002 zwischenzeitlich eine weitere kulturelle Einrichtung geschaffen. Das Schloss beherbergt heute ein Museum der Fürstlichen Stiftung, das Führungen durch die Prunksäle und Salons anbietet, eine Ausstellung zur waldeckischen Militärgeschichte, ein städtisches Museum mit wechselnden Ausstellungen, ein Standesamt, und es wird weiterhin von den Nachfahren der Fürstenfamilie bewohnt. In den Sommermonaten werden auf dem Schloss die Arolser Barockfestspiele aufgeführt und im Steinernen Saal Schlosskonzerte gegeben. In einem Teil des Westflügels befindet sich die im deutschen Sprachraum bedeutende Bibliothek Adolf Brehm.

## Innenausstattung

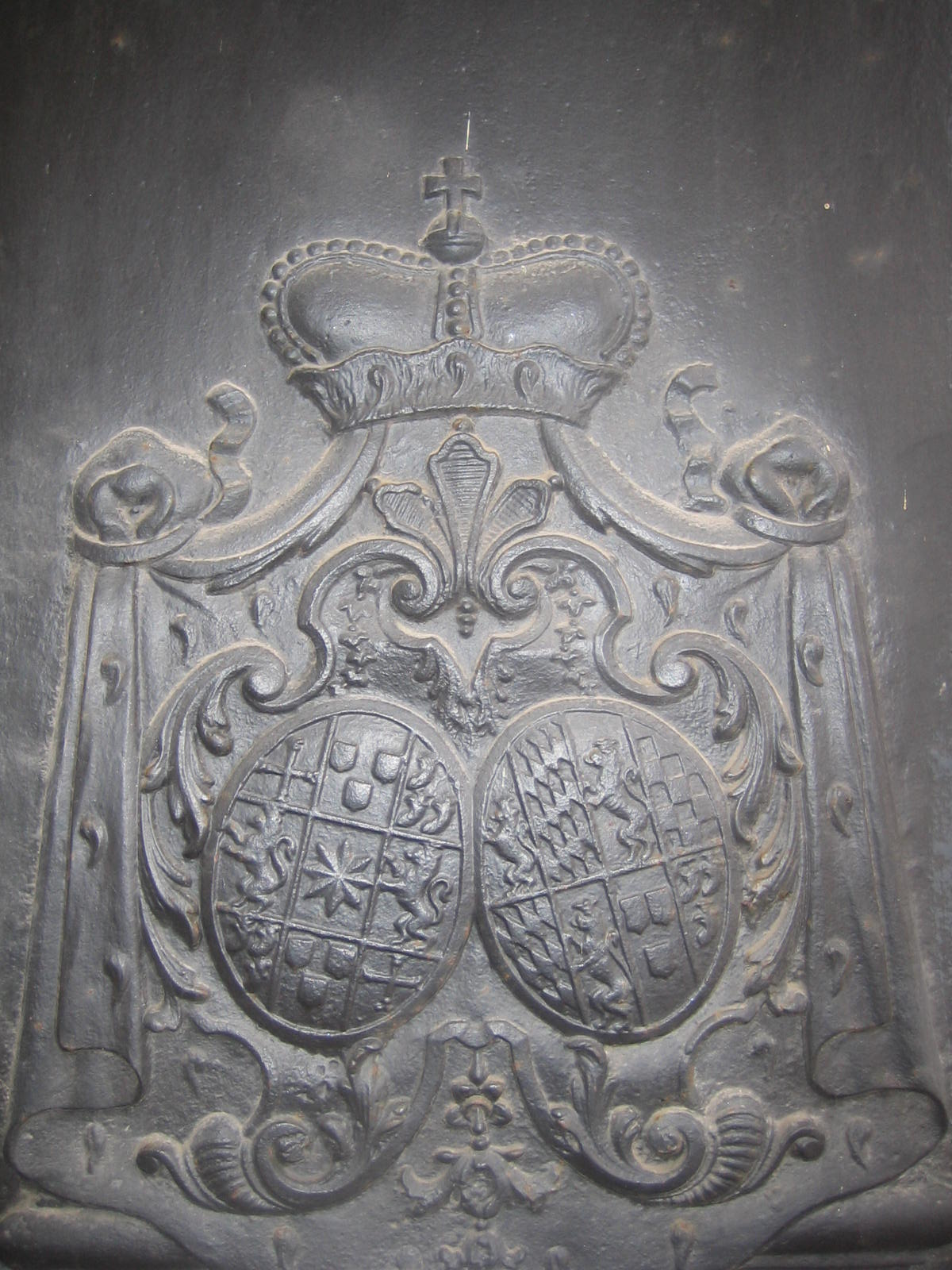
Eisenkunstguss im Schlossinneren

Das barocke Treppenhaus, der Gartensaal und der Weiße Saal sind die dominierenden Repräsentationsräume.
Im Inneren wurden die Decken mit Stuckarbeiten von dem Mitarbeiter Julius Ludwig Rothweils d. Ä. Andrea Gallasini schmuckvoll barock ausgestattet. Die Deckengemälde von 1721 bis 1722 stammen von dem italienischen Maler Carlo Lodovico Castelli. 1721 fertigte der Kassler Maler Magnus de Quitter die Supraporten für das Pfälzische Zimmer und das Kronprinzenzimmer an. Skulpturen von Christian Daniel Rauch, Ernst Rietschel und Alexander Trippel schmücken die Räume. Die Wohnräume sind mit wertvollen niederländischen Wandteppichen, Möbeln und Gemälden aus dem 18. Jahrhundert ausgestattet. Im Schloss Arolsen befinden sich das einzige Ölgemälde von Heinrich Aldegrever, Bilder von Martin van Meyten, Ziessen sowie Heinrich und Friedrich August Tischbein. Bedeutendstes Gemälde ist das Werk Iphigenie erkennt Orest von Wilhelm Tischbein. Über dem Gartensaal liegt der Weiße Saal mit umlaufender Galerie. In einem Seitenflügel befindet sich eine umfangreiche Bibliothek mit altem historisch bedeutsamem Buchbestand sowie eine reichhaltige historische Grafiksammlung. In Schloss Arolsen wird zudem eine umfangreiche Sammlung von Eisenkunstgüssen ausgestellt.

## Umgebung

### Park

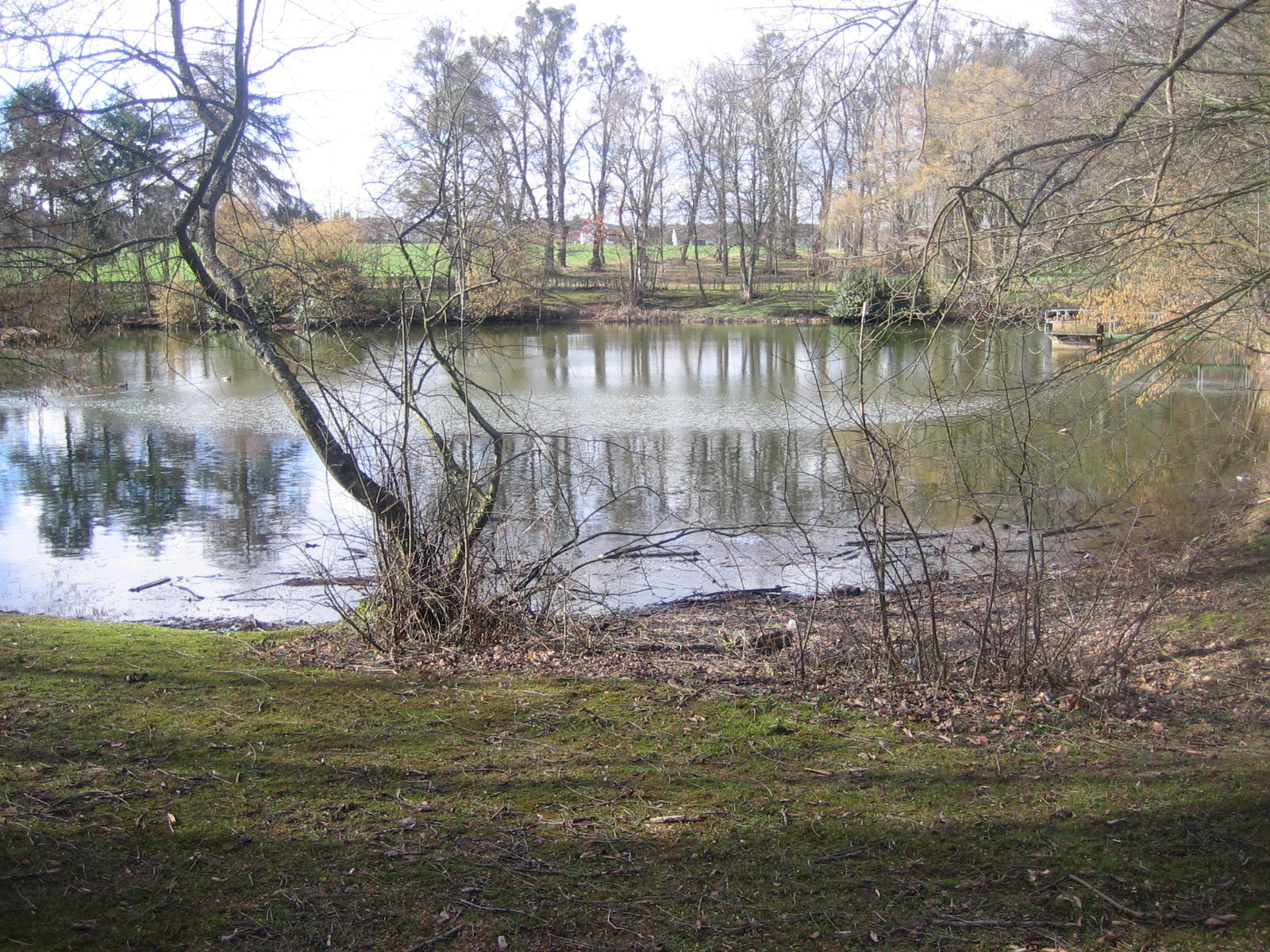
Der Schlossteich

Der ursprünglich zum Schloss gehörende französische Garten existiert heute nicht mehr. Nur das kleine kreisrunde Buchsbaumrondell vor dem Hauptportal ist im französischen Stil gehalten. Der Park wurde, der Mode der Zeit folgend, im 18. Jahrhundert zum englischen Landschaftsgarten mit Teich umgestaltet. Zu den gartenarchitektonischen Gestaltungselementen zählt eine noch heute fast vollständig erhaltene alte Allee am Schlossteich.

### Wirtschaftsgebäude
Zum Schloss gehören ein Wirtschaftshof mit Orangerie, eine Gärtnerei und eine von 1819 bis 1824 von Theodor Escher angelegte Reithalle.

## Kultur

### Arolser Barock-Festspiele
Seit 1986 finden jährlich die Arolser Barock-Festspiele rund um das Residenzschloss statt, es finden auch immer Konzerte im Steinernen Saal, der Schlosskapelle und der Fürstlichen Reitbahn statt. Sie sind über die Jahre hinweg zu einer Größe der deutschen Festivallandschaft geworden. Die Intendantin der Festspiele ist seit 2009 die Echo-Klassik-Preisträgerin und Mozarteum-Professorin Dorothee Oberlinger.

### Schlosskonzerte
Die Arolser Schlosskonzerte finden seit 1951 jährlich über den Sommer verteilt im Steinernen Saal des Residenzschlosses statt. Sie stehen in der Tradition der einst von den Arolser Regenten initiierten Konzerte der Arolser Hofmusik und bieten internationalen Solisten und Ensembles von Weltrang, aber auch jungen Nachwuchs-Künstlern eine Bühne. Die interpretatorische Auseinandersetzung mit Kammermusik in originalen und ungewöhnlichen Besetzungen ist ein Markenzeichen dieser Konzertreihe.

### Schlossgespräche
Die von 2017 bis 2022 jährlich veranstaltete Gesprächsreihe Schloss-Gespräche im Steinernen Saal des Residenzschlosses war eine Auseinandersetzung mit zentralen Fragen und Begriffen des Menschseins. Gesprächspartner waren unter anderem Neo Rauch, Gerald Hüther, Felicitas Hoppe, Claudius Tanski, Robin Alexander und Wolfgang Büscher.

### made for Arolsen
1992 fand parallel zur documenta IX die Ausstellung „made for Arolsen“ mit Skulpturen und Projektionen von Larry Bell, Damien Hirst, Jeff Koons, Hanno Otten, Nicola Torke und Gerard Williams statt. Jeff Koons zeigte sein Werk „Puppy“, ein 13 Meter hohes „Hündchen“, bestehend aus 20.000 Blumen, vor dem Buchsbaumrondell.